# Jan Stanisław Kobierzycki
Jan Stanisław Kobierzycki herbu Pomian – pisarz kaliski w latach 1695-1704.
Sędzia kapturowy sądu ziemskiego kaliskiego w 1696 roku. Poseł województw poznańskiego i kaliskiego na elekcję 1704 roku.